# TT333
TT333 (Theban Tomb 333) è la sigla che identifica una delle Tombe dei Nobili ubicate nell'area della cosiddetta Necropoli Tebana, sulla sponda occidentale del Nilo dinanzi alla città di Luxor, in Egitto. Destinata a sepolture di nobili e funzionari connessi alle case regnanti, specie del Nuovo Regno, l'area venne sfruttata, come necropoli, fin dall'Antico Regno e, successivamente, sino al periodo Saitico (con la XXVI dinastia) e Tolemaico.

## Titolare
TT333 era la tomba di:
| Titolare    | Titolo   | Necropoli       | Dinastia/Periodo                 | Note |
| ----------- | -------- | --------------- | -------------------------------- | ---- |
| sconosciuto | non noto | Dra Abu el-Naga | XVIII dinastia (Amenhotep III ?) |      |

## Biografia
Nessuna notizia biografica è ricavabile

## La tomba
Planimetricamente TT333 è strutturata con forma a "T" rovesciata tipica delle sepolture del periodo: a una sala trasversale segue una sala perpendicolare alla precedente. Un breve corridoio, sulle cui pareti sono rappresentati il defunto e la moglie, immette nella sala trasversale; sulle pareti: un prete (2), seguito da tre uomini, offre libagioni. Su altra parete (3), il defunto offre aromi su un braciere (?) mentre uomini trasportano giare di vino. Sul lato corto della sala (4), in due registri sovrapposti, un prete in offertorio dinanzi a Osiride e alla dea dell'Occidente (Hathor); poco oltre (5) persone, suppellettili funerarie, giare di vino e altre offerte. Un secondo corridoio dà accesso alla sala perpendicolare; sulle pareti: scena di tre divinità femminili (non specificate) (6); scena del trasporto funebre della mummia (7) verso la piramide della tomba; misurazione del grano (8), uomini con capi di vestiario (9) e portatori di giare di vino; una fanciulla (10) (forse una figlia) in offertorio al defunto e alla moglie (?). Sul fondo una nicchia (11) recante un prete, portatori di offerte con rami di palma e una prefica piangente.

### Annotazioni
1. ↑  La numerazione dei locali e delle pareti segue quella di Porter e Moss 1927, p. 9.
2. ↑  La prima numerazione delle tombe, dalla numero 1 alla 252, risale al 1913 con l'edizione del "Topographical Catalogue of the Private Tombs of Thebes" di Alan Gardiner e Arthur Weigall. Le tombe erano numerate in ordine di scoperta e non geografico; ugualmente in ordine cronologico di scoperta sono le tombe dalla 253 in poi.
3. ↑  I campi della Duat, ovvero l'aldilà egizio, si trovavano, secondo le credenze, proprio sulla riva occidentale del grande fiume.
4. ↑  Nella sua epoca di utilizzo, l'area era nota come "Quella di fronte al suo Signore" (con riferimento alla riva orientale, dove si trovavano le strutture dei Palazzi di residenza dei re e i templi dei principali dei) o, più semplicemente, "Occidente di Tebe".
5. ↑  le Tombe dei Nobili, benché raggruppate in un'unica area, sono di fatto distribuite su più necropoli distinte.
6. ↑  Le note, sovente di inquadramento topografico della tomba, sono tratte, fino alla TT252, dal "Topographical Catalogue" di Gardiner e Weigall, ed. 1913 e fanno perciò riferimento alla situazione dell'epoca.

### Fonti
1. ↑  Gardiner e Weigall 1913.
2. ↑  Donadoni 1999,  p. 115.
3. ↑  Porter e Moss 1927, p. 399.
4. ↑  Porter e Moss 1927,  p. 399.
5. ↑  Porter e Moss 1927,  pp. 399-401.